# Thomas Welskopp
Thomas Welskopp (* 5. September 1961 in Bochum; † 19. August 2021 in Bielefeld) war ein deutscher Historiker. Er lehrte als Professor für Allgemeine Geschichte unter besonderer Berücksichtigung der Geschichte moderner Gesellschaften an der Universität  Bielefeld.

## Leben und Wirken
Welskopp wuchs in einer Arbeiterfamilie auf, sein Vater war Reparaturschlosser für Hochöfen. Als Jugendlicher spielte Welskopp Fußball in der Jugendmannschaft des VfL Bochum. Von Oktober 1982 bis Juli 1988 studierte er Geschichte und Soziologie an der Universität Bielefeld und von September 1985 bis Mai 1986 Geschichte an der Johns Hopkins University. Den Master of Arts erwarb er im Mai 1986 an der Johns Hopkins University, im Juli 1988 den Magister Artium an der Universität Bielefeld, und im Februar 1992 erfolgte die Promotion am Friedrich-Meinecke-Institut der FU Berlin mit einer Arbeit über Arbeits- und industrielle Beziehungen in der deutschen und amerikanischen Eisen- und Stahlindustrie von den 1860er bis zu den 1930er Jahren.
Von April 1992 bis September 1998 war er wissenschaftlicher Assistent am Friedrich-Meinecke-Institut. Seine Habilitation im Fach Neuere Geschichte am Friedrich-Meinecke-Institut erfolgte über ein Thema zur deutschen Sozialdemokratie vom Vormärz bis zum Sozialistengesetz. Nach der Habilitation vertrat er von April 2000 bis März 2001 eine C-2-Oberassistentenstelle am Fachbereich Geschichts- und Kulturwissenschaften der Freien Universität Berlin. Von Oktober 2001 bis Juli 2002 vertrat er den Lehrstuhl von Jakob Tanner an der Forschungsstelle für Sozial- und Wirtschaftsgeschichte an der Universität Zürich. Von Oktober 2002 bis Juli 2003 vertrat er den Lehrstuhl am Institut für Wirtschafts- und Sozialgeschichte der Georg-August-Universität Göttingen. Über sein Engagement am Haus der Geschichte des Ruhrgebiets war er auch dem Historischen Institut der Ruhr-Universität Bochum verbunden.
Ab Oktober 2004 lehrte er als Professor für Allgemeine Geschichte unter besonderer Berücksichtigung der Geschichte moderner Gesellschaften an der Universität Bielefeld. Im Kollegjahr 2008/2009 war Welskopp als Forschungsstipendiat am Historischen Kolleg in München. Von November 2009 bis Mai 2017 leitete er als Direktor die Bielefeld Graduate School in History and Sociology, deren stellvertretender Direktor er seit Juni 2017 war. Von Oktober 2017 bis Juli 2018 war er Fellow am Zentrum für interdisziplinäre Forschung in der Forschungsgruppe: Auf der Suche nach dem globalen Arbeitsmarkt – Akteure, Strukturen, Politik. Er war Mitglied der Historischen Kommission beim SPD-Parteivorstand.
Seine Forschungsschwerpunkte lagen in der Arbeitswelt auf den Gebieten Geschichte der Arbeit und Arbeiterbewegungen, soziale Bewegungen und politische Kultur, Industriegeschichte, Geschichte des Kapitalismus, Mediengeschichte, theoretische Fragen der Geschichtswissenschaft und Historiografiegeschichte. Er legte 2010 eine Kulturgeschichte der von 1920 bis 1933 währenden Prohibitionszeit in den USA vor.
Welskopp starb nach schwerer Krankheit im August 2021, kurz vor seinem 60. Geburtstag.

## Schriften (Auswahl)
- Arbeit und Macht im Hüttenwerk. Arbeits- und industrielle Beziehungen in der deutschen und amerikanischen Eisen- und Stahlindustrie von den 1860er bis zu den 1930er Jahren. Dietz, Bonn 1994, ISBN 3-8012-4047-9 (zugleich: Berlin, Freie Universität, Dissertation, 1992).
- Das Banner der Brüderlichkeit. Die deutsche Sozialdemokratie vom Vormärz bis zum Sozialistengesetz (= Reihe Politik- und Gesellschaftsgeschichte. Bd. 54). Dietz, Bonn 2000, ISBN 3-8012-4112-2 (Zugleich: Berlin, Freie Universität, Habilitationsschrift, 1999).
- Amerikas große Ernüchterung. Eine Kulturgeschichte der Prohibition. Schöningh, Paderborn 2010, ISBN 978-3-506-77026-4.
- (Hg. zusammen mit Alan Lessoff): Fractured Modernity. America Confronts Modern Times, 1890s to 1940s (= Schriften des Historischen Kollegs. Kolloquien. Bd. 83). Oldenbourg, München 2012 (Digitalisat).
- Unternehmen Praxisgeschichte. Historische Perspektiven auf Kapitalismus, Arbeit und Klassengesellschaft. Mohr-Siebeck, Tübingen 2014, ISBN 978-3-16-152746-3.

## Ehrungen
Die German Labour History Association verleiht im Andenken an Welskopp ihren Nachwuchspreis, den Thomas-Welskopp-Dissertationspreis.